# Jan Dundáček
Jan Dundáček (* 6. února 1986) je český hráč amerického fotbalu působící v týmu Vysočina Gladiators na pozici quarterback. Během své kariéry sedmkrát zvítězil v Czech Bowlu a osmkrát se stal hráčem roku ČAAF. Je také držitelem několika rekordů ČLAF.

## Kariéra

### Prague Panthers a Prague Black Panthers
Dundáček s americkým fotbalem v Prague Panthers. O rok později, se stejným týmem, pod jeho novým názvem, Prague Black Panthers, vyhrál jeho první Czech Bowl. Na tento úspěch navázal i v následujících pěti sezónách, kdy se mu, spolu s PBP, podařilo v Czech Bowlu pětkrát zvítězit.

### Znojmo Knights
Po vítězství v Czech Bowlu 2018 Dundáček sice ukončil kariéru, následně však přijal nabídku odehrát 1 ročník 3. nejvyšší rakouské ligy za Znojmo.

### Vysočina Gladiators
Po tříleté pauze se v létě 2022 vrátil ze sportovního důchodu, když posílil Vysočinu. Hned v jeho první sezóně v jihlavském klubu vyhrál jeho sedmý Czech Bowl. Sám Dundáček v utkání o XXX. Czech Bowl zaznamenal 2 touchdowny a stal se nejužitečnějším hráčem zápasu.